# تغميسة كويسو

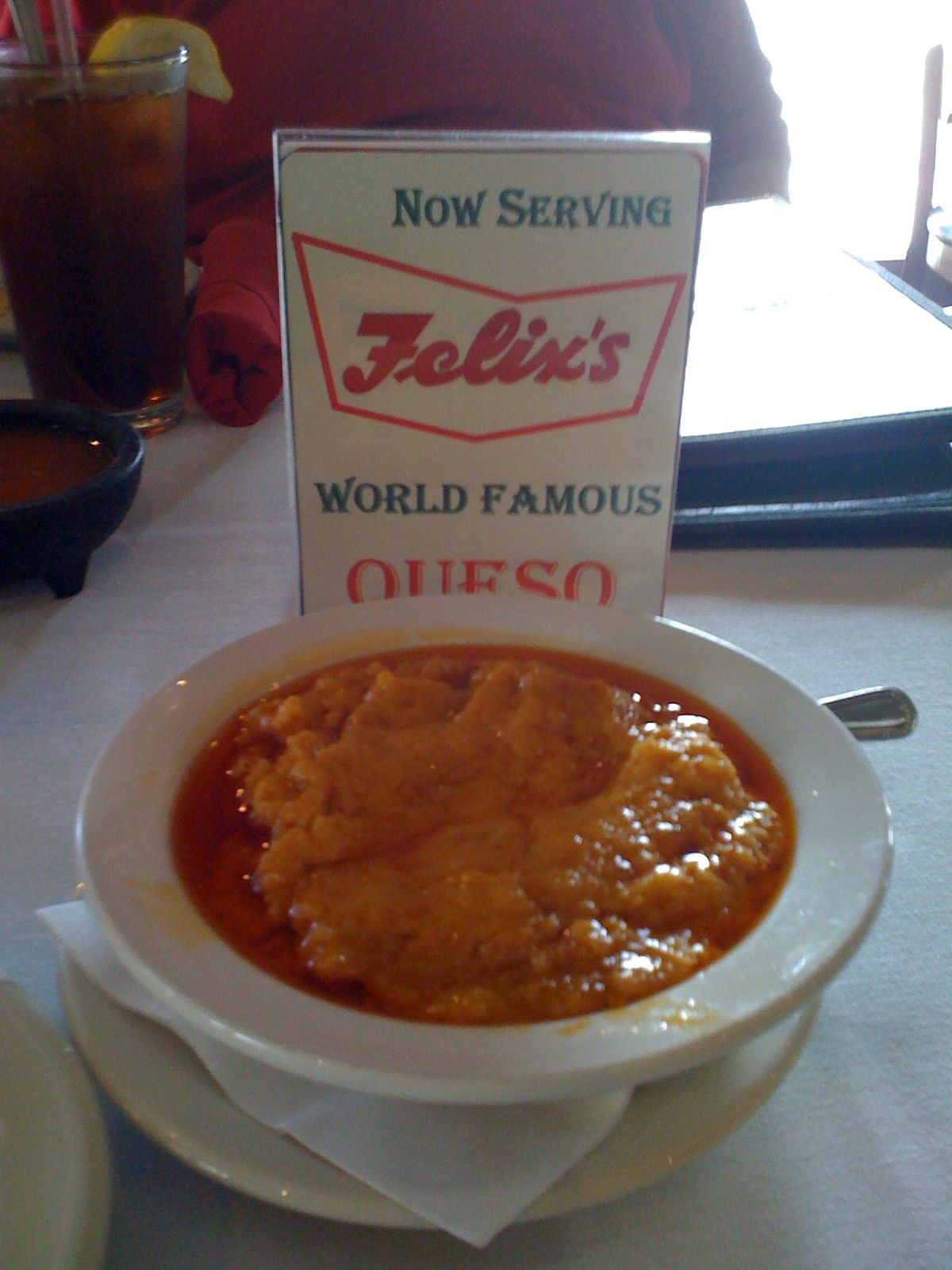
خدم شيلي con queso في مطعم

تشيلي كون كويسو  (تعني بالإسبانية "الفلفل مع الجبن ")، أحيانًا ما يُطلق عليها تغميسة كويسو للاختصار، وهي مقبلات أو طبق جانبي من الجبن الذائب والفلفل الحار، وعادة ما يتم تقديمها في مطاعم تكس مكس كصلصة لتغميس رقائق التورتيلا.

## لمحة تاريخية

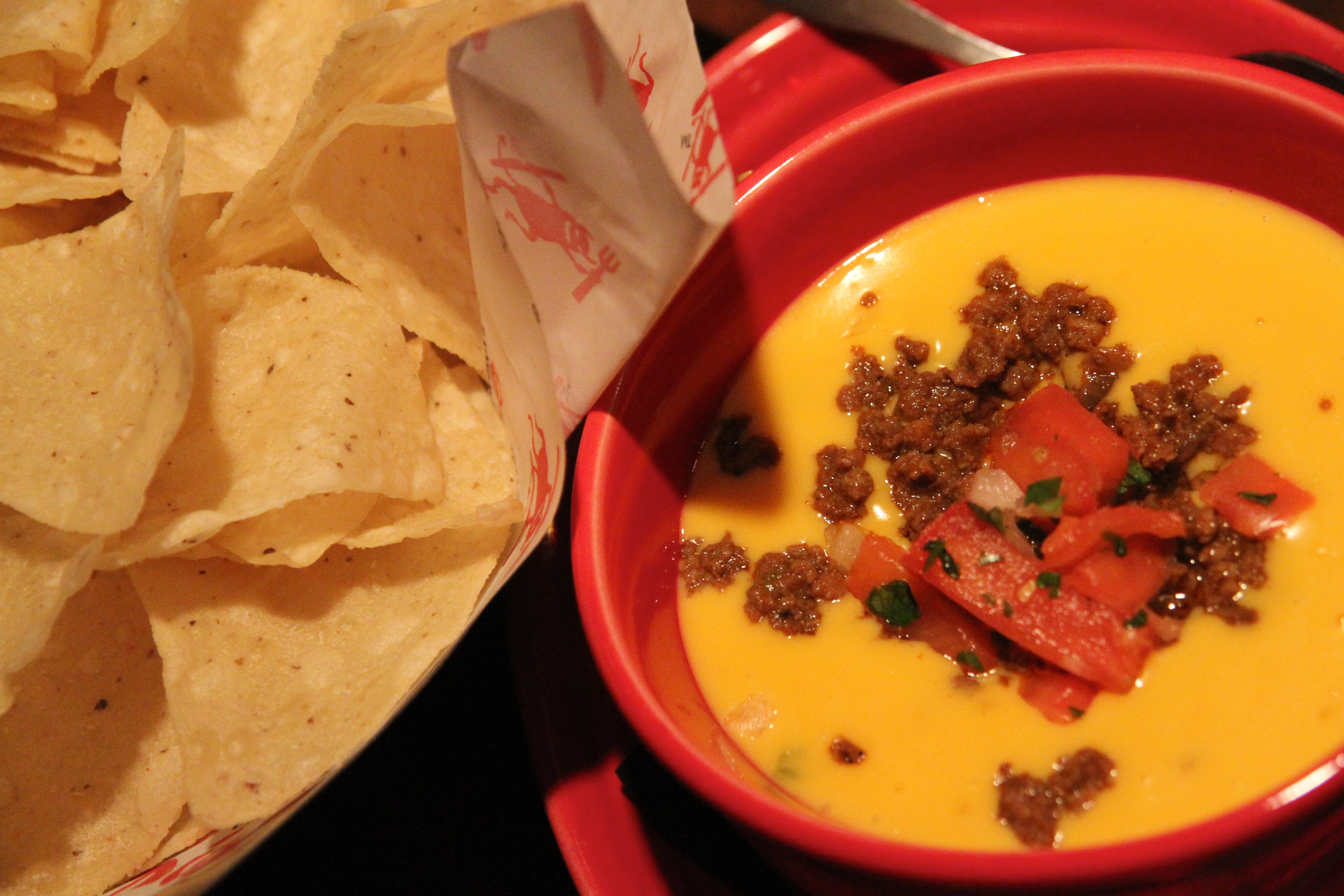
تغميسة كويسو مع رقائق الترتية

كويسو هي جزء من مطبخ تكس مكس وجنوب غربي الولايات المتحدة، نشأت في ولاية تشيهواهوا شمال المكسيك  كصنف مشتق من طبق Queso chihuahua و Queso flameado . وهي تعد شائعة في قوائم مطاعم تكس مكس في جنوب غرب وغرب الولايات المتحدة.

### المكونات
تغميسة كويسو عبارة عن صلصة كريمية ناعمة تُستخدم للتغميس، تتكون من مزيج من الجبن الذائب (غالبًا فيلفيتا أو جبن معالج آخر، مونتيري جاك أو جبنة كريمية) بالإضافة للقشدة والفلفل الحار.
تقدم العديد من المطاعم تغميسة كويسو مع مكونات مضافة مثل بيكو دي جالو والفاصوليا السوداء والجواكامولي ولحم البقر المفروم أو لحم الخنزير.

### التقديم
تغميسة كويسو تقدم دافئة، يتم تسخينها إلى درجة الحرارة المرغوبة. يمكن أن تؤكل مع التورتيلا أو رقائق التورتيلا أو رقائق البيتا التي تكون أكثر سمكًا من رقائق التورتيلا العادية. ويمكن استخدامها أيضًا كتوابل على الفاهيتا ، سندويشات التاكو ، الإنتشلادا ، الميجا ، الكيساديلاس أو أي طبق آخر من تكس مكس.
في حين أن مطاعم تكس مكس تقدم غالبًا رقائق البطاطس والصلصا مجانًا، يتم تقديم تغميسة كويسو عادةً مقابل رسوم إضافية. يمكن أن تحضر من أنواع مختلفة من الجبن. عادة ما تكون التغميسة باللون الأبيض أو الأصفر.
ينبغي عدم الخلط بينها وبين "تغميس الجبن"، فالأخيرة تحتوي الجبن بدون الفلفل.[بحاجة لمصدر]

## أنظر أيضا
- فاهيتا
- ناتشوز

1. ↑  Patricia Gonzalez La Gran Riqueza de la Cocina Mexicana 1999 Page 62 "Chile con queso de Nuevo León 6 chiles verdes serranos 4 jitomates 1 cebolla 1 queso fresco de vaca sal al gusto.. "
2. ↑  Alan Davidson، المحرر (1981)، Food in Motion: The Migration of Foodstuffs and Cookery Techniques - Oxford Symposium 1981، London: Prospect Books، ص. 274، ISBN:0-907325-07-6، مؤرشف من الأصل في 2023-06-11، اطلع عليه بتاريخ 2013-05-27
3. ↑  Cook، Allison (24 ديسمبر 2009)، "Why chile con queso matters"، هيوستن كرونيكل، مؤرشف من الأصل في 2012-04-26، اطلع عليه بتاريخ 2013-05-27
4. ↑  "Oxnard Forty League Members Entertain Remainder of Club With Spanish Dinner"، Oxnard Press-Courier، ص. 6، 3 أبريل 1957، مؤرشف من الأصل في 2023-06-11، اطلع عليه بتاريخ 2011-03-22
5. ↑  Brownstone، Cecily (27 يونيو 1972)، "Chili con Queso Tasty Dip"، Spokane Daily Chronicle، ص. 27، مؤرشف من الأصل في 2023-06-11، اطلع عليه بتاريخ 2011-03-22
6. ↑  Vincent، Zola (18 أبريل 1959)، "Informal Lunch, Supper Ideas Come From Mexico Kitchens"، Lodi News-Sentinel، ص. 36، مؤرشف من الأصل في 2023-06-11، اطلع عليه بتاريخ 2011-03-22
7. ↑  Lisa Fain (2017). QUESO!: Regional Recipes for the World's Favorite Chile-Cheese Dip. Potter/Ten Speed/Harmony. ص. 86–87. ISBN:9780399579523. مؤرشف من الأصل في 2023-06-11. اطلع عليه بتاريخ 2017-10-31.
8. ↑  New York Style (22 أبريل 2013). "Best Dips for Bread and Pita Chips". B & G Foods, Inc. مؤرشف من الأصل في 2018-08-20. اطلع عليه بتاريخ 2017-10-31.